# Hypochlorosis buruana
Hypochlorosis buruana är en fjärilsart som beskrevs av Holland 1900. Hypochlorosis buruana ingår i släktet Hypochlorosis och familjen juvelvingar. Inga underarter finns listade i Catalogue of Life.

## Bildgalleri

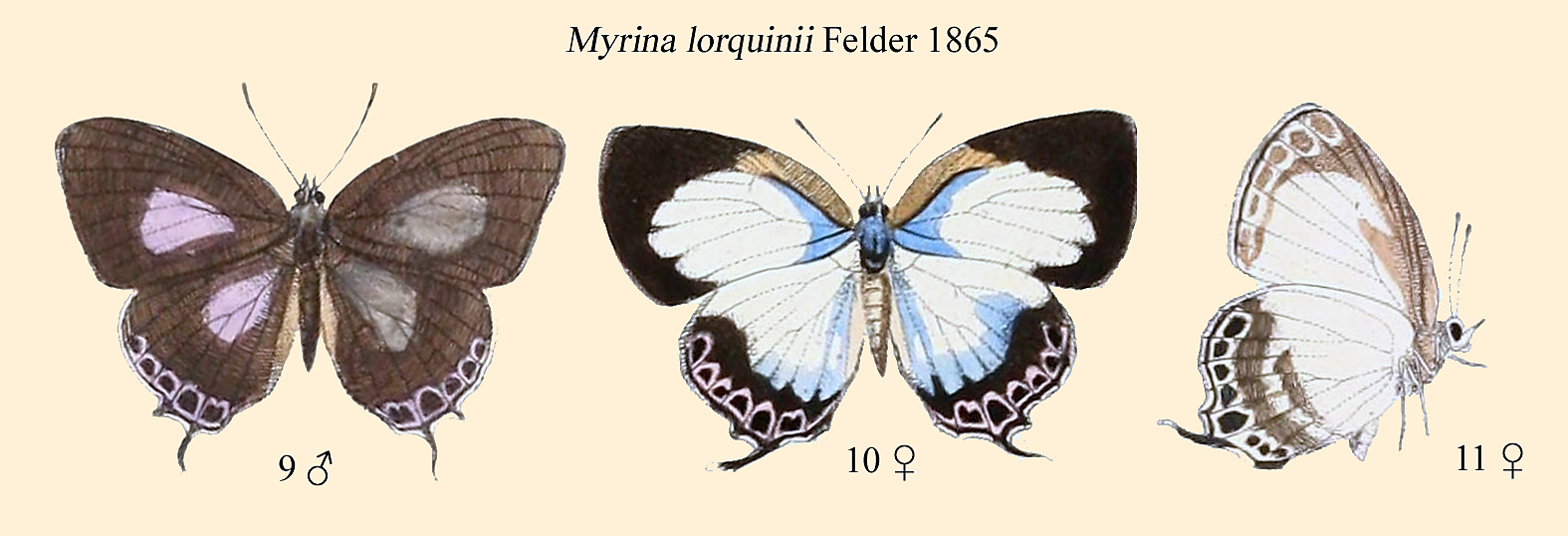